# Hit Mania Dance Champions 2023 New Talent
Hit Mania Dance Champions 2023 - New Talent è una compilation di artisti vari facente parte della serie Hit Mania, uscita nei negozi il 4 Aprile 2023.
Contiene 4 CD di cui tutti portano il nome della medesima compilation e sono semplicemente numerati come CD2, CD3 e CD4 e il 4° CD è un Best Of di Hit Mania dal 2020 al 2022, da quando porta la definizione di "New Talent".
La compilation è mixata da Luke DB ad eccezione del CD3 e CD4 che non sono mixati.
La copertina è stata curata e progettata da Gorial.